# Ignácio (futebolista)
Ignácio da Silva Oliveira, mais conhecido apenas como Ignácio (Currais Novos, 1 de dezembro de 1996), é um futebolista brasileiro que atua como zagueiro. Atualmente, joga pelo Fluminense.

## Carreira

### Sporting Cristal
No início da temporada de 2023, se transferiu para o Sporting Cristal, do Peru. Seu primeiro gol pela equipe peruana foi na vitória por 5–1 sobre o Nacional, na segunda fase da pré-Libertadores. Ficou conhecido como "La Muralla" pelos torcedores do Sporting Cristal.

### Fluminense
No dia 19 de julho de 2024, Ignácio foi anunciado como novo reforço do Fluminense. O Tricolor Carioca pagou 2,2 milhões de dólares (cerca de 11,9 milhões de reais) por 80% dos direitos econômicos do jogador.
Marcou seu primeiro gol com a camisa tricolor na vitória por 8–0 contra a equipe do Águia de Marabá, em jogo válido pela 1ª fase da Copa do Brasil.
Disputou o Mundial de Clubes FIFA de 2025 pela equipe carioca. Nessa competição, foi eleito o melhor jogador no empate de 0–0 contra o Mamelodi Sundowns na primeira fase.

## Títulos
Força e Luz
- Campeonato Potiguar – Segunda Divisão: 2017

Bahia
- Campeonato Baiano: 2019, 2020